# Cliffs Esperance Tennis International 2011
Il Cliffs Esperance Tennis International 2011 (Australia F8 Futures 2011) è stato un torneo di tennis facente parte della categoria ITF Men's Circuit nell'ambito dell'ITF Men's Circuit 2011 e dell'ITF Women's Circuit nell'ambito dell'ITF Women's Circuit 2011. Il torneo si è giocato a Esperance in Australia dal 3 al 9 ottobre su campi in cemento.

## Partecipanti WTA

### Teste di serie
| Nazionalità   | Giocatrice         | Ranking* | Testa di serie |
| ------------- | ------------------ | -------- | -------------- |
| Nuova Zelanda | Sacha Jones        | 207      | 1              |
| Australia     | Olivia Rogowska    | 216      | 2              |
| Australia     | Casey Dellacqua    | 229      | 3              |
| Regno Unito   | Melanie South      | 273      | 4              |
| Regno Unito   | Emily Webley-Smith | 275      | 5              |
| Turchia       | Pemra Özgen        | 303      | 6              |
| Polonia       | Sandra Zaniewska   | 320      | 7              |
| Cina          | Xu Yifan           | 362      | 8              |

- Ranking al 26 settembre 2011.

### Altre partecipanti
Giocatrici che hanno ricevuto una wild card:
- Stephanie Bengson
- Elizabeth James
- Ebony Panoho
- Olivia Rogowska

Giocatrici che sono passate dalle qualificazioni:
- Erin Billett
- Tyra Calderwood
- Marisa Gianotti
- Storm Sanders
- Daniela Scivetti
- Sun Ziyue
- Tang Hao Chen
- Tian Ran

## Vincitori

### Singolare maschile
Benjamin Mitchell ha battuto in finale  Matt Reid con il punteggio di 6–1, 6–4

### Doppio maschile
Brydan Klein /  Jose Rubin Statham hanno battuto in finale  Gao Peng /  Gao Wan con il punteggio di 7–5, 6–3

### Singolare femminile
Casey Dellacqua ha battuto in finale  Olivia Rogowska con il punteggio di 6–2, 6–1

### Doppio femminile
Casey Dellacqua /  Olivia Rogowska hanno battuto in finale  Monique Adamczak /  Sandra Zaniewska con il punteggio di 6–3, 6–2